# Gypsophila fastigiata
Espèce
Classification phylogénétique
Gypsophila fastigiata est une espèce de plante herbacée de la famille des Caryophyllaceae.